# Sadiq Khan
Sadiq Aman Khan (født 8. oktober 1970 i Tooting, London) er en britisk-pakistansk politiker for partiet Labour, som siden maj 2016 har været borgmester i London. Fra 2005 til 2016 var han medlem af Underhuset, valgt i kredsen Tooting. Under Gordon Brown-regeringen var han i årene 2009-2010 britisk juniortransportminister. Han blev i maj 2024 valgt til sin tredje periode som borgmester i London. Han er den første borgmester i London som har opnået 3 valgperioder.